# Hellmut Walters
Hellmut Walters (* 19. Januar 1930 in Obersekerschan/Bezirk Stříbro (Tschechoslowakei); † 8. Juni 1985 in Passau) war ein deutscher Gymnasiallehrer und Schriftsteller.

## Leben
Hellmut Walters, geboren 1930 als Sohn von Hermine Walters, geborene Schiller, und des Lehrers Rudolf Walter in Obersekerschan bei Mies in Böhmen, wuchs auf in der Tschechoslowakei; sein Heimatbezirk wurde nach dem Münchner Abkommen 1938 als Landkreis Mies dem Deutschen Reich angegliedert. Walters besuchte während des Zweiten Weltkriegs ein Gymnasium in Pilsen. Nach Kriegsende musste er zeitweise in der Landwirtschaft und einem Steinbruch bei Marienbad arbeiten. 1946 wurde er aus der Tschechoslowakei ausgewiesen. Über Hessen und Schwabach gelangte er nach Nürnberg. Dort besuchte er das Realgymnasium, an dem er 1949 seine Reifeprüfung ablegte. Anschließend studierte er Germanistik, Anglistik, Geschichte und Philosophie an Hochschulen in Passau, Tübingen, Marburg und Erlangen. 1959 wurde er mit einer Arbeit über Franz Werfel in Erlangen zum Doktor der Philosophie promoviert. Walters war als Gymnasiallehrer in Bamberg und ab 1967 im niederbayerischen Passau tätig. Neben seiner Tätigkeit als Lehrer, zuletzt als Studiendirektor, schuf er ein umfangreiches literarisches Werk.  
Walters war Verfasser von Romanen, Erzählungen, Essays, Aphorismen und Gedichten. Er war Mitglied des Deutschen PEN-Zentrums, der Autorenvereinigung Die Kogge, der Künstlergilde Esslingen, der
Regensburger Schriftstellergruppe International und der Sudetendeutschen Akademie der Wissenschaften und Künste. Er erhielt unter 1965 den Literaturpreis der Sudetendeutschen Landsmannschaft und den Ostdeutschen Jugendbuchpreis, 1968 den Förderungspreis zum Andreas-Gryphius-Preis sowie 1975, 1978 und 1980 den Hörspiel- und Erzählerpreis der Stiftung Ostdeutscher Kulturrat.
Hellmut Walters war katholisch, ab 1955 bis zu ihrem Tod verheiratet mit Pavlina Walters, geborene Ernest. 1977 heiratete er Argentina Sclia. Diese Ehe wurde geschieden. Er hatte einen Sohn (Wolfgang-Rolf).

## Werke
- Grenzen der Utopie, Erlangen 1958
- Boschenkas große Reise (Erzählungen), Heilbronn 1964
- Wind im Sieb (Gedichte), Freising 1964
- Pulsschläge (Erzählungen), Regensburg 1965
- Plädoyer für Wechselrahmen (Roman), Regensburg 1966 (als Taschenbuch Nie mehr nach Kaplowitz)
- Kerbzeichen (Gedichte), München 1967
- Jeder Mensch hat eine Verwandtschaft (Erzählungen), Heilbronn 1969
- Der Mann ohne Ausweis (Jesus-Roman), Frankfurt am Main 1969
- Nie mehr nach Kaplowitz, München 1971
- Mehr Respekt vor Radobschan (Böhmische Gedichte), Frankfurt am Main 1972
- So ein kleines Paradies (Erzählungen), Heilbronn 1972
- Wer abseits steht, wird zurückgepfiffen (Aphorismen), Freising 1972
- Farben und Fraktur (Gedichte), München 1973
- Die Kokaschitzer Weihnacht, München 1976
- Zungenschläge (Aphorismen), Passau 1976
- Johannespassion, Freising 1978
- Dammbruch (Roman), München 1979
- Erzählungen aus Böhmen, Passau
  - Bd. 1. Vierhändig oder Nationale Noten, (1979) 1980
  - Bd. 2. Nach Hause in die weite Welt, 1980
- In den Mauern deiner Zeit, Jerusalem oder Kein starkes Stück, Freising 1981
- Wenn die Wörter Kopfstand machen (Aphorismen), Passau 1981
- Behelfsheime (Gedichte), Passau 1983
- Das wiederhergestellte Unglück, Freising 1984